# Nation (stanice RER v Paříži)
Nation je podzemní nádraží příměstské železnice RER v Paříži, které se nachází na hranicích 11. a 12. obvodu pod náměstím Place de la Nation, po kterém nese svůj název. Slouží pro linku RER A. Podzemním tunelem je propojeno se stejnojmennou stanicí, kde je možné přestoupit na linky 1, 2, 6 a 9 pařížského metra. V roce 2005 činil počet denních pasažérů 15 000–50 000.

## Historie
Nádraží bylo otevřeno 14. prosince 1969, když byl otevřen první úsek dnešní linky RER A ze stanice Nation do Boissy-Saint-Léger.